# Cercocebus agilis
Mangabei-ágil (Cercocebus agilis) é um macaco do Velho Mundo encontrado nas florestas pantanosas da África Central, na Guiné Equatorial, Camarões, Gabão, República Centro-Africana, Congo e República Democrática do Congo. Até  1978, era considerado uma subespécie de Cercocebus galeritus. Mas recentemente, Cercocebus chrysogaster tem sido considerado uma espécie separada de C. agilis, em vez de uma subespécie.

## Descrição
C agilis possui a pelagem de cor cinza-oliva escuro. A face sem pelos e os pés, são pretos. Machos possuem entre 51 e 60 cm de comprimento e pesam entre 7 e 13 kg, enquanto as fêmeas pesam entre 5 e 7 kg e possuem entre 44 e 55 cm de comprimento.

## Comportamento
Como os outros macacos do gênero Cercocebus, são diurnos. Embora sejam geralmente arborícolas, passam uma porção significativa do tempo no chão (entre 12 e 22%), especialmente na estação seca. é mais fácil ouvi-los do que vê-los, e os machos possuem vocalizações poderosas, que provavelmente servem na demarcação de território. Outras vocalizações são emitidas para manter a coesão do grupo e alarmar contra predadores. O tamanho do grupo pode ser de até 18 membros, com apenas um macho. Os encontros entre os grupos são amigáveis e podem envolver trocas de membros. Machos adultos sem grupo geralmente se deslocam sozinho.

## Dieta
Frutos forma a maior parte da dieta de C. agilis. Eles são conhecidos por comer pelo menos 42 espécies diferentes. A estrutura dos dentes e suas mandíbulas permitem abrir cascas duras que muitos macacos não conseguem ter acesso.